# ألكساندرا خيمينيز
ألكساندرا خيمينيز (بالإسبانية: Alexandra Jiménez) هي ممثلة إسبانية، ولدت في 4 يناير 1980 بسرقسطة في إسبانيا.

## وصلات خارجية
- ألكساندرا خيمينيز على موقع IMDb (الإنجليزية)
- ألكساندرا خيمينيز على موقع ألو سيني (الفرنسية)
- ألكساندرا خيمينيز على موقع أول موفي (الإنجليزية)
- ألكساندرا خيمينيز على موقع قاعدة بيانات الفيلم (الإنجليزية)
- ألكساندرا خيمينيز على موقع كينوبويسك (الروسية)

لا توجد روابط لمواقع التواصل الاجتماعي.